# (455176) 1999 VF22
455176 1999 VF22 — потенційно небезпечний астероїд групи Аполлона, який протягом останнього століття кілька разів наближався до Землі на відстань менше 0,1 а. о.

## Відкриття
Астероїд відкрили 21 січня 2022 року[відсутнє в джерелі] у Каталінському огляді неба — проєкті з пошуку потенційно небезпечних астероїдів — через 10 днів після максимального зближення астероїда з Землею. Астероїд отримав тимчасове позначення 1999 VF22.

## Зближення із Землею
Через великий ексцентриситет і невеликий нахил орбіти астероїд регулярно зближується із Землею, Венерою і Меркурієм. Найтісніші зближення астероїда із Землею протягом XX і XXI століть наведено в таблиці.
| Рік        | Відстань (а. о.) |
| ---------- | ---------------- |
| 1996-10-28 | 0,06290          |
| 1999-10-31 | 0,03769          |
| 2002-11-02 | 0,07001          |
| 2016-02-18 | 0,09424          |
| 2019-02-20 | 0,04917          |
| 2022-02-22 | 0,03587          |
| 2025-02-24 | 0,06996          |

## Дослідження
19 і 20 лютого 2019 року, під час тісного зближення астероїда з Землею, було проведено його радарні спостереження телескопом Аресібо. 19—24 лютого 2022 року, під час наступного тісного зближення із Землею, були заплановані спостереження астероїда 70-метровим радаром Ґолдстоун.
За результатами оптичних і радарних спостережень для астероїда було виміряно ефект Ярковського величиною −3,740 ± 0,69× 10-3 а. о./млн. років.